# Muntele Aso
Muntele Aso este cel mai mare vulcan activ din Japonia, și este printre cele mai mari din lume. El se află în Parcul Național Aso Kujū în Prefectura Kumamoto, pe insula Kyūshū. Vârful său este la 1592 m deasupra nivelului mării. Aso are una dintre cele mai mari caldera din lume (25 km de la nord la sud și 18 km de la est la vest).  Caldera are o circumferință de aproximativ 120 km, deși sursele variază când vine vorba de cifra exactă.

## Geologie
Grupul central de conuri al Muntelui Aso este format din cinci vârfuri: Muntele Neko, Muntele Taka, Muntele Naka, Muntele Eboshi și Muntele Kishima. Cel mai înalt punct este piscul Muntelui Taka, acesta este situate la 1592 m deasupra nivelului mării. Craterul Muntelui Naka, în partea de vest, care este accesibil pe cale rutieră, conține un vulcan activ, care emite în mod continuu fum și are erupții ocazionale. Numai craterul nordic (primul crater) a fost activ  ultimii 70 de ani — 1974, 1979, 1984–1985 și 1989-1991.
Caldera din prezent a Muntelui Aso s-a format ca urmare a patru erupții imense ale calderei care au apărut într-un interval de 90,000-300,000 ani în urmă. Caldera, una dintre cele mai mari din lume, conține orașele Aso, Aso Takamori-cho și la sud Aso-mura. Somma care anexează caldera se extinde aproximativ 18 km de la est la vest și la aproximativ 25 km de la nord la sud.
Ejecțiile din erupția calderei imense au acoperit în urmă cu 90,800 ani mai mult de 600 km ³. Aceste ejecții au fost aproximativ egale cu volumul Muntelui Fuji, se presupune că fluxul piroclastic a acoperit jumătate din Kyūshū.

## Istoria
Erupția care a format Somma din prezent a avut loc cu aproximativ 300,000 de ani în urmă.
Patru erupții pe scară largă (Aso 1 – 4) au apărut într-o perioadă care se extinde de la 300,000 la 90.000 de ani în urmă. Cantități imense de cenușă vulcanică piroclastică au fost emise din camera vulcanică, o depresiune imensă (caldera) s-a fost format când camera s-a prăbușit. Erupția a patra (Aso 4) a fost cea mai mare, cu cenușă vulcanică care a acoperit regiunea Kyūshū și chiar s-a extins până la Prefectura Yamaguchi.
Muntele Taka, Muntele Naka, Muntele Eboshi și Muntele Kishima sunt conuri care s-au format în urma celei de a patra erupții. Muntele Naka rămâne activ astăzi. Se presupune că Muntele Neko este mai vechi decât erupția a patra a calderei imense.
Depozitele piroclastice (tuf sudat) de la Aso au fost utilizate pentru construirea podului din regiune. Există aproximativ 320 de poduri arcuite din piatră în Prefectura Kumamoto, inclusiv podurile Tsujun-kyo și Reidai-kyo care sunt poduri peste Râul Midorikawa, aceste poduri sunt importante proprietăți culturale naționale.

## Clima
Datele climatice pentru muntele Aso sunt pentru înălțimea de 1143 m.
| Date climatice pentru Muntele Aso | Date climatice pentru Muntele Aso | Date climatice pentru Muntele Aso | Date climatice pentru Muntele Aso | Date climatice pentru Muntele Aso | Date climatice pentru Muntele Aso | Date climatice pentru Muntele Aso | Date climatice pentru Muntele Aso | Date climatice pentru Muntele Aso | Date climatice pentru Muntele Aso | Date climatice pentru Muntele Aso | Date climatice pentru Muntele Aso | Date climatice pentru Muntele Aso | Date climatice pentru Muntele Aso |
| Luna                              | Ian                               | Feb                               | Mar                               | Apr                               | Mai                               | Iun                               | Iul                               | Aug                               | Sep                               | Oct                               | Nov                               | Dec                               | Anual                             |
| --------------------------------- | --------------------------------- | --------------------------------- | --------------------------------- | --------------------------------- | --------------------------------- | --------------------------------- | --------------------------------- | --------------------------------- | --------------------------------- | --------------------------------- | --------------------------------- | --------------------------------- | --------------------------------- |
| Maxima medie °C (°F)              | 0.9 (33,6)                        | 2.3 (36,1)                        | 6.6 (43,9)                        | 12.8 (55)                         | 16.6 (61,9)                       | 19.3 (66,7)                       | 22.3 (72,1)                       | 23.3 (73,9)                       | 20.2 (68,4)                       | 15.1 (59,2)                       | 9.1 (48,4)                        | 3.8 (38,8)                        | 12,69 (54,85)                     |
| Media zilnică °C (°F)             | −2.1 (28,2)                       | −1 (30,2)                         | 2.7 (36,9)                        | 8.8 (47,8)                        | 13.0 (55,4)                       | 16.3 (61,3)                       | 19.7 (67,5)                       | 20.2 (68,4)                       | 17.1 (62,8)                       | 11.6 (52,9)                       | 6.3 (43,3)                        | 0.7 (33,3)                        | 9,44 (49)                         |
| Minima medie °C (°F)              | −5 (23)                           | −4.2 (24,4)                       | −0.8 (30,6)                       | 5.2 (41,4)                        | 9.5 (49,1)                        | 13.6 (56,5)                       | 17.5 (63,5)                       | 18.0 (64,4)                       | 14.5 (58,1)                       | 8.5 (47,3)                        | 3.1 (37,6)                        | −2.3 (27,9)                       | 6,47 (43,64)                      |
| Precipitații mm (inches)          | 106.1 (4.177)                     | 132.1 (5.201)                     | 205.2 (8.079)                     | 268.7 (10.579)                    | 314.9 (12.398)                    | 584.9 (23.028)                    | 670.3 (26.39)                     | 389.4 (15.331)                    | 250.3 (9.854)                     | 148.1 (5.831)                     | 111.6 (4.394)                     | 78.3 (3.083)                      | 3.259,9 (128,343)                 |
| Zăpadă cm (inches)                | 36 (14.2)                         | 28 (11)                           | 12 (4.7)                          | 1 (0.4)                           | 0 (0)                             | 0 (0)                             | 0 (0)                             | 0 (0)                             | 0 (0)                             | 0 (0)                             | 1 (0.4)                           | 13 (5.1)                          | 91 (35,8)                         |
| Umiditate [%]                     | 84                                | 84                                | 79                                | 77                                | 77                                | 85                                | 90                                | 88                                | 86                                | 80                                | 80                                | 83                                | 82,8                              |
| Ore însorite                      | 87.3                              | 95.0                              | 134.7                             | 146.7                             | 156.6                             | 109.2                             | 113.5                             | 138.4                             | 119.1                             | 146.8                             | 121.2                             | 101.3                             | 1.469,8                           |
| Sursă: NOAA (1961-1990)           |                                   |                                   |                                   |                                   |                                   |                                   |                                   |                                   |                                   |                                   |                                   |                                   |                                   |

## Galerie de imagini

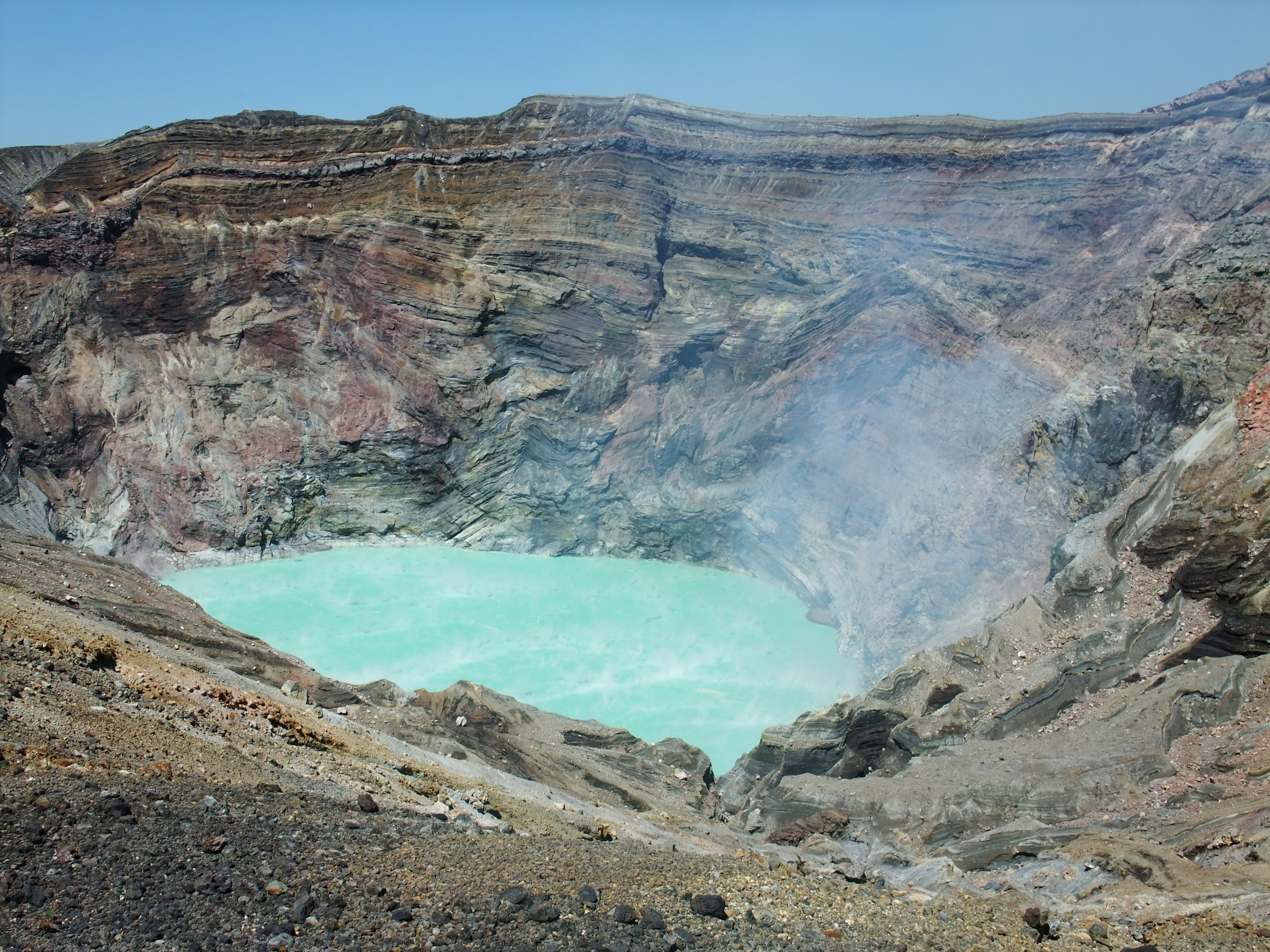
Craterul Muntele Naka
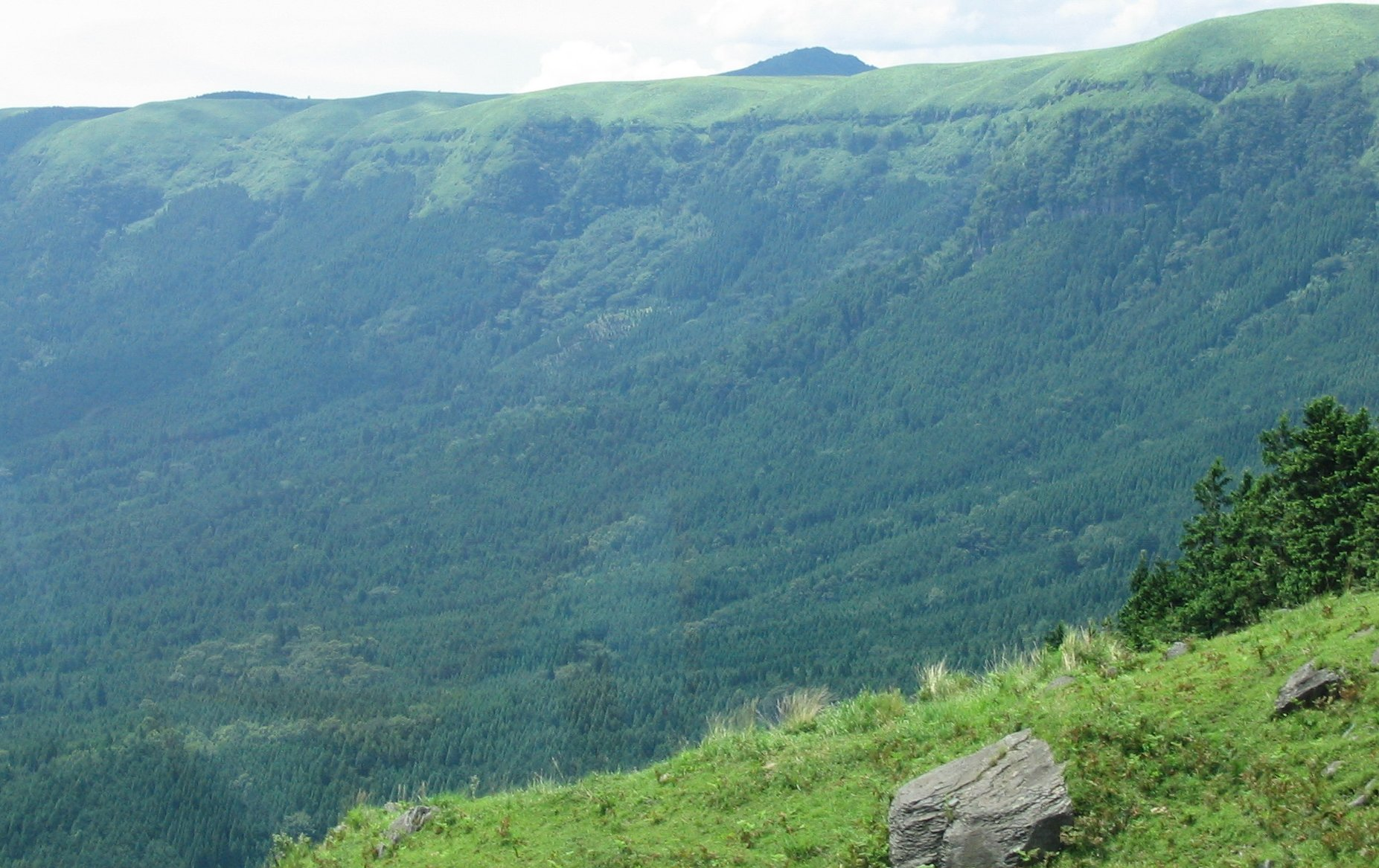
Caldera Muntelui Aso
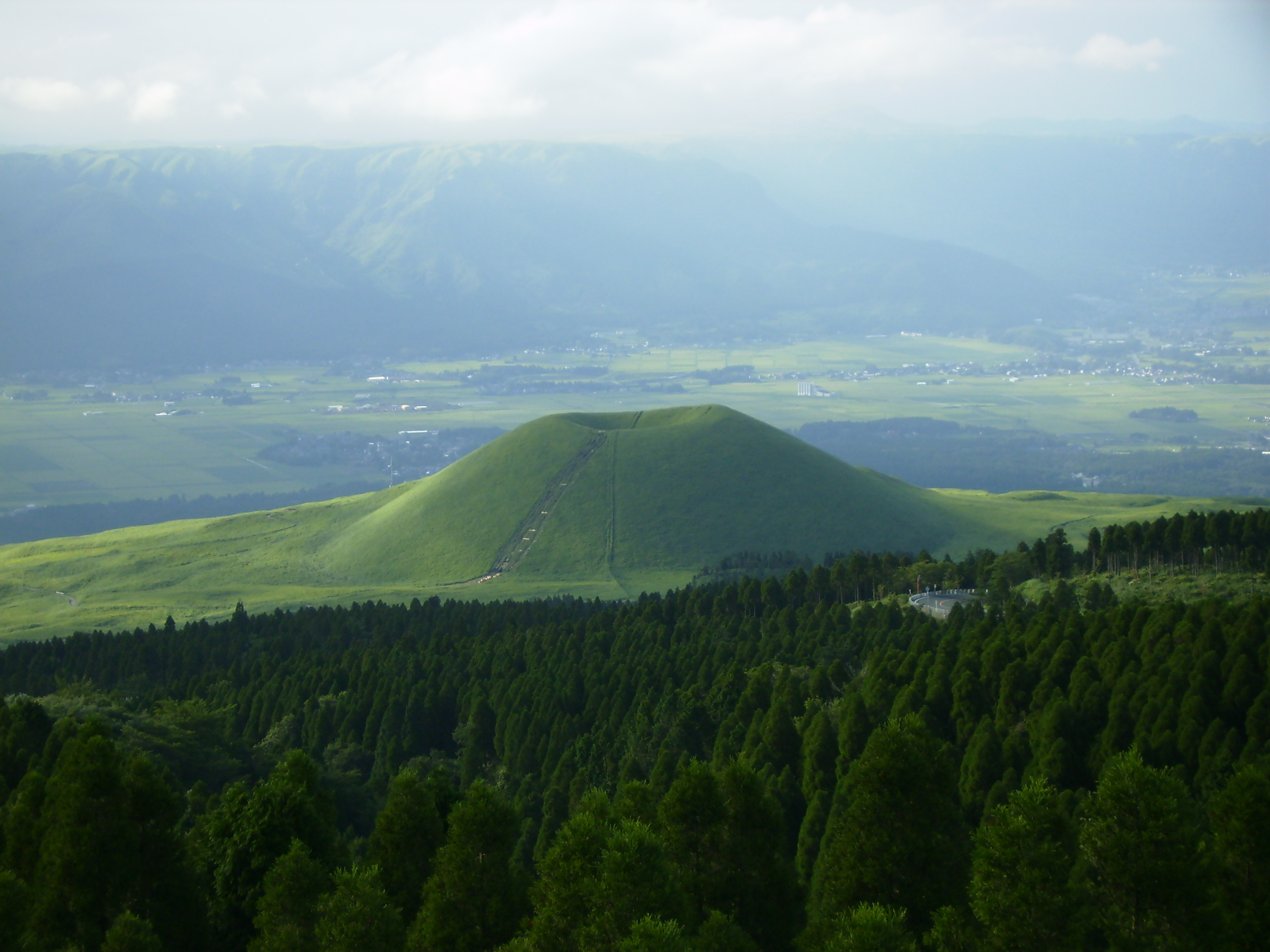
Kome Zuka din caldera Muntelui Aso
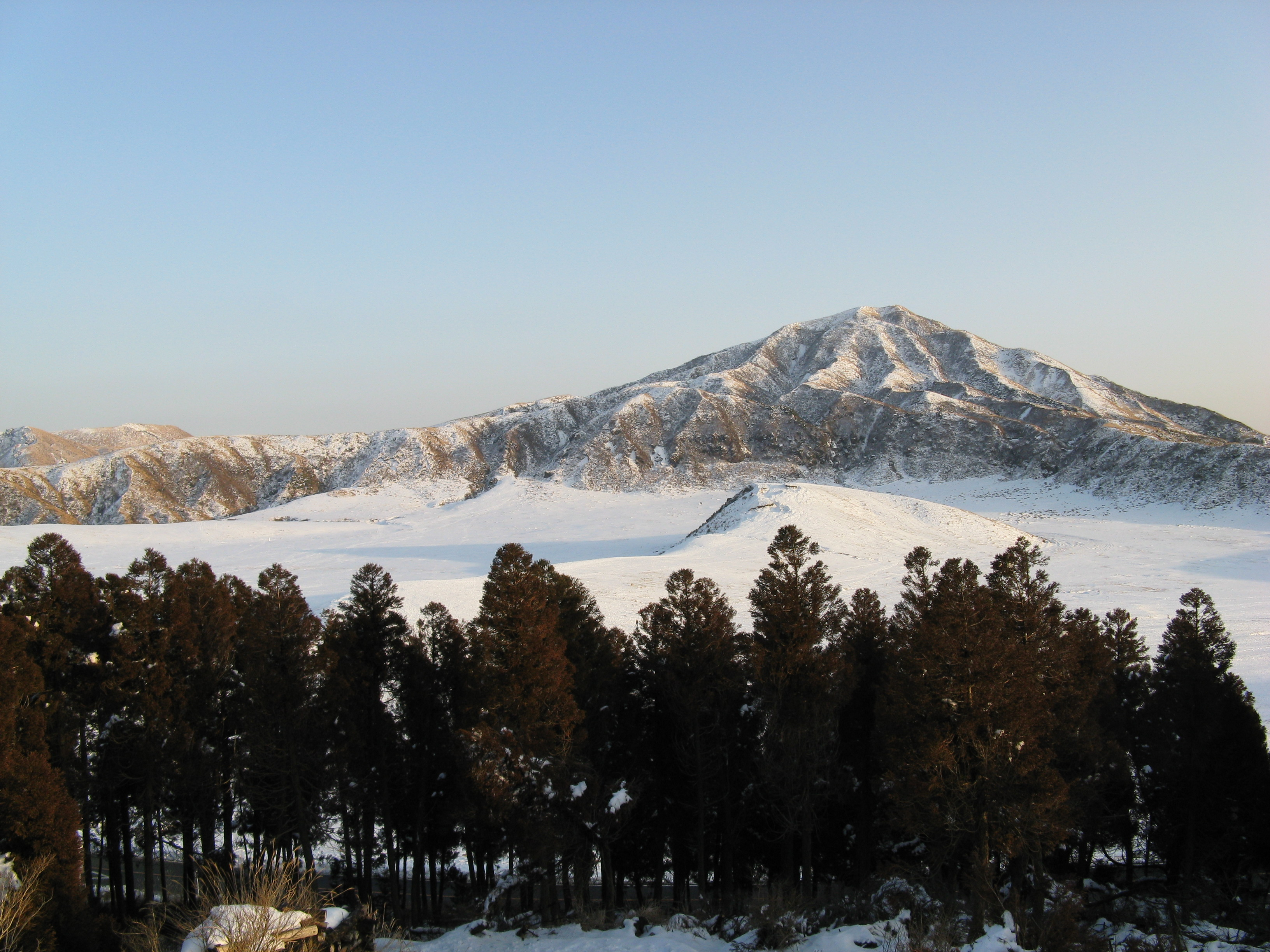
Kusasenri parte a Muntelui Aso, iarna.